# (29936) 1999 JD49
A (29936) 1999 JD49 egy kisbolygó a Naprendszerben. A LINEAR projekt keretében fedezték fel 1999. május 10-én.